# Kaktus (Heraldik)
Der Kaktus ist in der Heraldik eine gemeine Figur, die sich trotz der großen Artenvielfalt in der realen Welt auf wenige Arten beschränkt.
Die Wappenfigur ist wenig heraldisch durchdrungen. Alle heraldischen Farben sind möglich, aber Grün, Schwarz oder Gold werden bevorzugt. Eine Art ist der Carnegiea gigantea (Kandelaberkakteen) recht schematisch nachgebildet und beschränkt sich auf den Stamm mit drei bis vier Armen. Auch Opuntien und gedrungene runde Formen sind im Wappen vertreten. Diese Formen sind auch als Bordbelegung (Schildrandbelegung) geeignet. Welche Art im Wappen ist, kann nur die Blasonierung eindeutig erklären. Beispiel ist das Wappen der Turks- und Caicosinseln. Hier ist der Kaktus mit dem Namen Melocactus intortus im Schild.
Die Wappenfigur kann im Schild oder Feld, aber auch im Oberwappen sein. Mit Blüten geziert dient der Kaktus in vielen Wappen als Aufsitz des Adlers als Wappenvogel.
Verbreitet hat sich die Figur in Wappen von Ländern, in denen die Pflanze Kaktus vorkommt.

El Quisco mit Kandelaberkaktus im linken oberen Feld
Bord belegt mit Opuntienteilen (Mexiko-Stadt)
Prinz von Mexiko (Sohn des Kaisers Agustín de Iturbide von Mexiko)
Wappen Mexikos (so auch auf der Flagge)